# John Finnis
John Finnis ou John Mitchell Finnis, né le 28 juillet 1940 à Adélaïde, est un juriste et philosophe australien, spécialisée dans la philosophie du droit. Il est professeur de droit à l'université d'Oxford et à l'université Notre-Dame-du-Lac, il enseigne la jurisprudence, la théorie politique, et le droit constitutionnel. Il est admis au barreau anglais en tant que membre de la Gray's Inn.

## Biographie
John Finnis a fait ses études au Collège Saint-Pierre d'Adélaïde et à l'université d'Adélaïde, où il était membre du St. Mark's College. Il a obtenu son Bachelor of Laws. il a remporté la Bourse Rhodes à l'université d'Oxford, en 1962, où il a obtenu son doctorat. pour une thèse sur le concept du pouvoir judiciaire, en référence à la loi constitutionnelle fédérale australienne.
C'est John Finnis, ami d'Aung San Suu Kyi, diplômée comme lui d'Oxford, qui la fit nominer en 1989 pour le Prix Nobel de la paix, comme celle-ci le raconte.
Finnis fut membre de l'Académie pontificale pour la vie. Critique du pape François et de son encyclique Amoris lætitia, il n'est pas reconduit après la dissolution de l'Académie, le 31 décembre 2016.

## Carrière
John Finnis est un philosophe du droit et auteur de Natural Law and Natural Rights (1980), une contribution fondamentale à la philosophie du droit et une reformulation de la doctrine de la loi naturelle.
John Finnis défend la liste suivante de « biens » humains fondamentaux : la vie, la connaissance, le jeu, l'expérience esthétique, la sociabilité (amitié), le caractère raisonnable pratique, et la religion. Le professeur de philosophie Stephen Buckle considère valide cette liste proposée par Finnis mais note que « la position de Finnis  devient plus discutable quand elle va jusqu'à spécifier les exigences basiques de leur mise en pratique ». Ainsi, la position de Finnis au sujet de la raison pratique exigerait « le respect de toutes les valeurs de base dans tous les actes », et viserait à soutenir le point de vue moral de l'Église catholique sur un éventail de questions litigieuses, y compris la contraception et la masturbation, ce qui selon lui, « porte atteinte à sa plausibilité ».
Craig Paterson écrit que le travail de Finnis sur l'éthique du droit naturel a été une source de controverse dans les milieux néo-thomiste et analytique. Paterson voit le travail de Finnis aussi intéressante car elle remet en cause une hypothèse clé à la fois de la philosophie néo-thomiste et analytique: l'idée selon laquelle une éthique du droit naturel doit être fondées sur une tentative de tirer (ou « devrait ») des déclarations de descriptif.
Le commentateur politique Andrew Sullivan écrit que Finnis a défini « un compte intelligible et subtil de l'homosexualité » basé sur la nouvelle loi naturelle, une version moins biologique fondée sur la théorie de la loi naturelle. À son avis, John Finnis soutient que l'État devrait dissuader l'approbation publique de l'homosexualité tout en refusant de persécuter des personnes sur la base de leur orientation sexuelle, en fondant cette position pas sur l'affirmation selon laquelle l'homosexualité n'est pas naturelle mais sur l'idée qu'il ne peut pas impliquer l'union de la procréation et l'engagement émotionnel que les rapports hétérosexuels peuvent, et c'est donc une atteinte à l'union hétérosexuelle. Andrew Sullivan estime qu'une telle position conservatrice est « vulnérable à la critique » selon ses propres termes, puisque la stabilité des familles existantes est mieux servie par l'acceptation de ces homosexuels qui font partie d'entre eux. D'autres chercheurs, comme Stephen Macedo et Michael Perry, ont également critiqué les vues de John Finnis.
En mai 2011, la Oxford University Press a publié un recueil en cinq volumes de textes de John Finnis et une deuxième édition de Natural Law and Natural Rights. Sa sortie a été marquée par une conférence d'une journée à la Law School de l'université Notre-Dame-du-Lac le 9 septembre 2011. Parmi les intervenants figuraient : Joseph Boyle, Timothy Dean Endicott, Robert P. George. Neil Gorsuch, Germain Grisez, John Keown, Patrick Lee et le révérend Peter Ryan.